# Nobbin
Nobbin es un pueblo situado en el distrito de Pomerania Occidental-Rügen, en el estado federado de Mecklemburgo-Pomerania Occidental (Alemania).
Se encuentra al extremo norte de la isla de Rügen, junto a la costa del mar Báltico.
El pueblo, compuesto por unas pocas casas, se encuentra entre la carretera de Altenkirchen a Arkona y la bahía de Tromper Wiek. Como resultado de su atractiva ubicación entre Cape Arkona y la amplia playa de Schaabe, de más de 10 km de largo, el pueblo está dominado por el turismo.